# Riedelomyia niveiapicalis
Riedelomyia niveiapicalis is een tweevleugelige uit de familie steltmuggen (Limoniidae). De soort komt voor in het Oriëntaals gebied.